# Société d'études scientifiques et archéologiques de Draguignan et du Var
La Société d'études scientifiques et archéologiques de Draguignan et du Var est une association culturelle créée le 20 août 1855 par quelques notables de Draguignan.

## Historique et objet
Elle fut reconnue d'utilité publique par décret du 8 août 1876, signé par Mac Mahon. Elle est une Société savante, ayant pour objectifs l'aide à la recherche culturelle, la protection du patrimoine de Draguignan, du Var et de la Provence, la publication d'ouvrages sur ces sujets, et la gestion d'une bibliothèque datant de sa création, enrichie par l'échange et l'achat d'ouvrages. 
Elle est l'une des plus anciennes associations culturelles de la région Provence, après les Académies de Marseille, d'Aix-en-Provence et de Toulon.

## Siège social et fonctionnement
- Son siège social se trouve, depuis 1909, au 21, allées d'Azémar à 83300 - Draguignan (Var).

- L'adhésion annuelle s'élève à 40 euros. Le nombre d'adhérents s’élevait à 230 au 1er janvier 2011.

- La société d'études a une bibliothèque de 4 200 livres, recèle 30 000 publications diverses et met à la disposition du public les 87 tomes du bulletin édité depuis son origine.

## Anciens membres illustres
La Société a compté de célèbres chercheurs, savants, historiens, écrivains, tels que :
- Claude Gay
- Hippolyte Mège-Mouriès
- Pierre Clément
- Frédéric Mireur
- Jean Aicard
- Edmond Poupé
- Abbé Boyer
- Adrien Guebhard